# Apophyllite
L’apophyllite n’est pas une espèce minérale mais un nom générique de groupe comprenant trois espèces différentes qui forment entre elles des séries continues.
Ce sont toutes des phyllosilicates.
- L'apophyllite-(KF)
- L'apophyllite-(KOH)
- L'apophyllite-(NaF)

## Inventeur et étymologie
Décrit par René Just Haüy, en 1806, du grec apophylliso, "qui s'effeuille". "La triple tendance  de ce minéral à l’exfoliation, par le feu, par les acides et par le frottement, a suggéré le nom d’apophyllite c'est-à-dire, qui s’exfolie, lequel peint cette propriété". R.J Haüy.

## Topotype
Mine de fer d’Uton (Utoë), Skärrgärde, province de Rostlagen, Suède.

## Les espèces

### L'apophyllite-(KF)
Elle forme une série avec l'apophyllite-(KOH).
- Inventeur et topotype : Dunn & Wilson en  1978. En raison de sa composition chimique, c'est le pôle fluoré de l'apophyllite.
- Formule KCa4Si8O20(F,OH).8H2O
- Synonyme :  fluorapophyllite
- Particularité cristallographique :

Tétragonale (il existe 2 polytypes connus : -1Q et -1O)
Groupe d’espace : P 4/mnc
Paramètres de la maille conventionnelle : a = 8.963, c = 15.804, Z = 2 ; V = 1269,62
Densité calculée = 1.99
- Couleur : Incolore, blanche, jaune vert à violette.
- Fluorescence : pour certains spécimens dans le vert pâle ou le jaune.

### L'apophyllite-(KOH)
Elle forme une série avec l'apophyllite-(KF).
- Inventeur et topotype : Dunn, P. J., Rouse, R. C. & Norberg, J. A en  1978. En raison de sa relation avec l'apophyllite et la teneur en radicaux hydroxyles. La localité type est Knob mine, Jefferson, Ashe County, North Carolina, USA.
- Formule KCa4Si8O20(OH, F).8H2O
- Synonyme :  hydroxyapophyllite
- Particularité cristallographique :

Tétragonal.
Groupe d’espace : P 4/mnc
Paramètres de la maille conventionnelle a = 8.978, c = 15.83, Z = 2 ; V = 1275,97
Densité calculée = 1,98
- Couleur : Incolore, blanche.
- Fluorescence : aucune

### L'apophyllite-(NaF)
- Inventeur et topotype : Matsueda, Miura & Rucklidge en 1981. En raison de sa composition chimique, c'est un pôle sodique de la fluorapophyllite. La localité type est la mine Sampo, Takahashi, Okayama, Chugoku, Honshū, Japon
- Formule formule : NaCa4Si8O20(F,OH).8H2O pouvant contenir des traces : K .
- Synonyme :  natroapophyllite
- Particularité cristallographique

Système orthorhombique
Groupe d’espace : Pnnm
Paramètres de la maille conventionnelle : a = 8.875, b = 8.881, c = 15.79, Z = 2 ; V = 1244,55
Densité calculée = 2,38
- Couleur : Incolore, blanche.
- Fluorescence : aucune

## Gîtologie
L'apophyllite est un minéral secondaire que l'on retrouve communément dans des amygdales du  basalte ; dans des filons hydrothermaux, des skarns.

## Minéraux associés
Les zéolithes, mais aussi calcite, quartz, okénite, datolite, pectolite …

## Synonymie
Il existe de nombreux synonymes, certains sont d'anciennes variétés distinguées pour leurs caractères optiques (chromocyclite, leucocyclite).
- albine (Abraham Gottlob Werner). Décrite sur des échantillons de Marienberg en Bohème, se présentant sous forme de cristaux totalement opaques et blancs.
- apofillite
- brünichite
- chromocyclite
- ichthyophthalmite (Martin Heinrich Klaproth). Traduction grecque de "Fischaugenstein" proposé par Abraham Gottlob Werner.
- leucocyclite
- oxhavérite (David Brewster). Petits cristaux jaune-vert trouvés sur des bois pétrifiés aux sources d'Oxhaver en Islande.
- pyramidal zéolite :  Peut désigner l'apophyllite ou l'harmotome (Friedrich Mohs) [6]
- tessélite (David Brewster).
- zéolite d'Hellesta (Rinmann) Ce minéralogiste passe pour le découvreur de l'espèce[7].

## Galerie

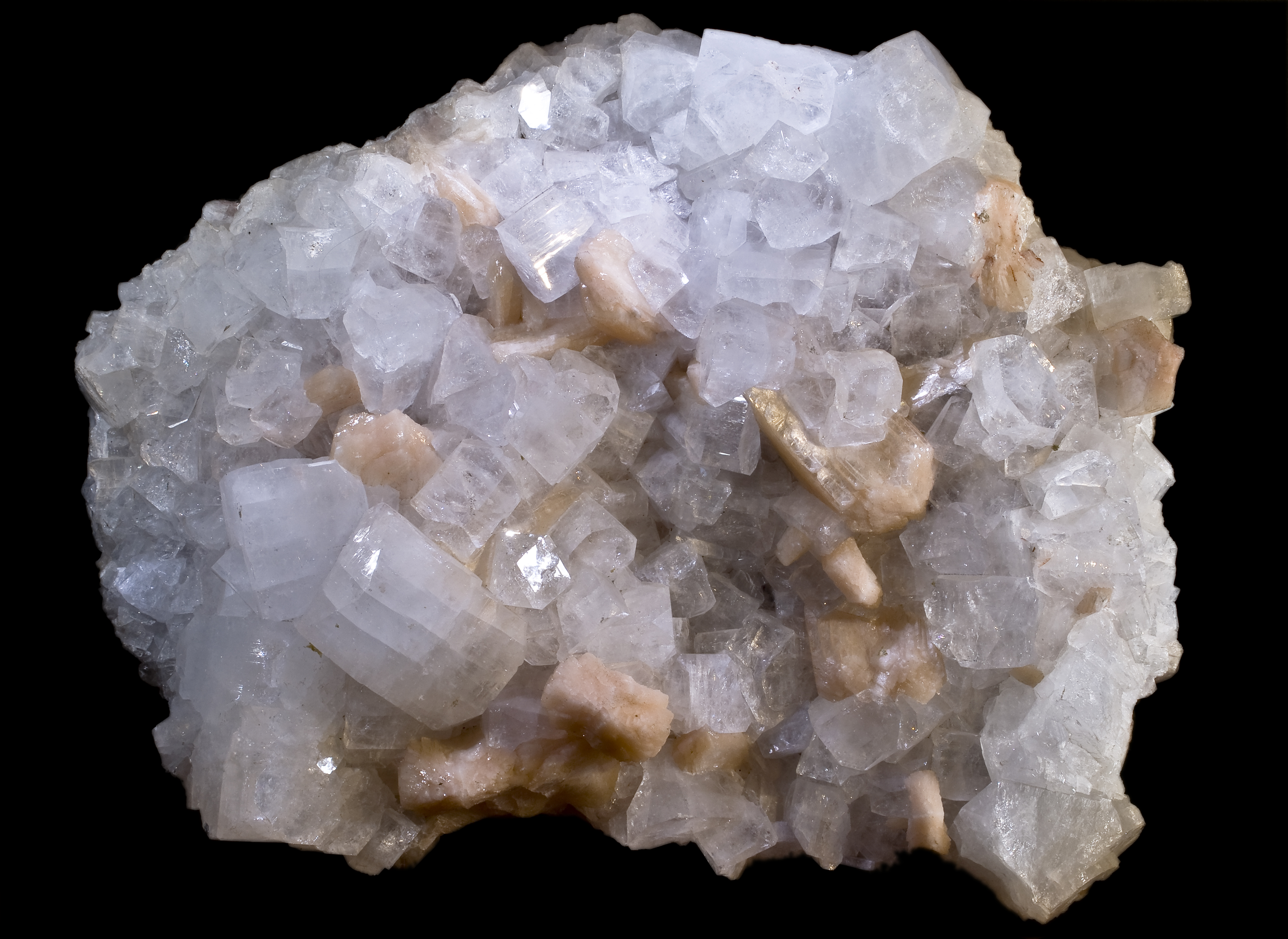
apophyllite et stilbite - Pandulena Inde -39x31cm
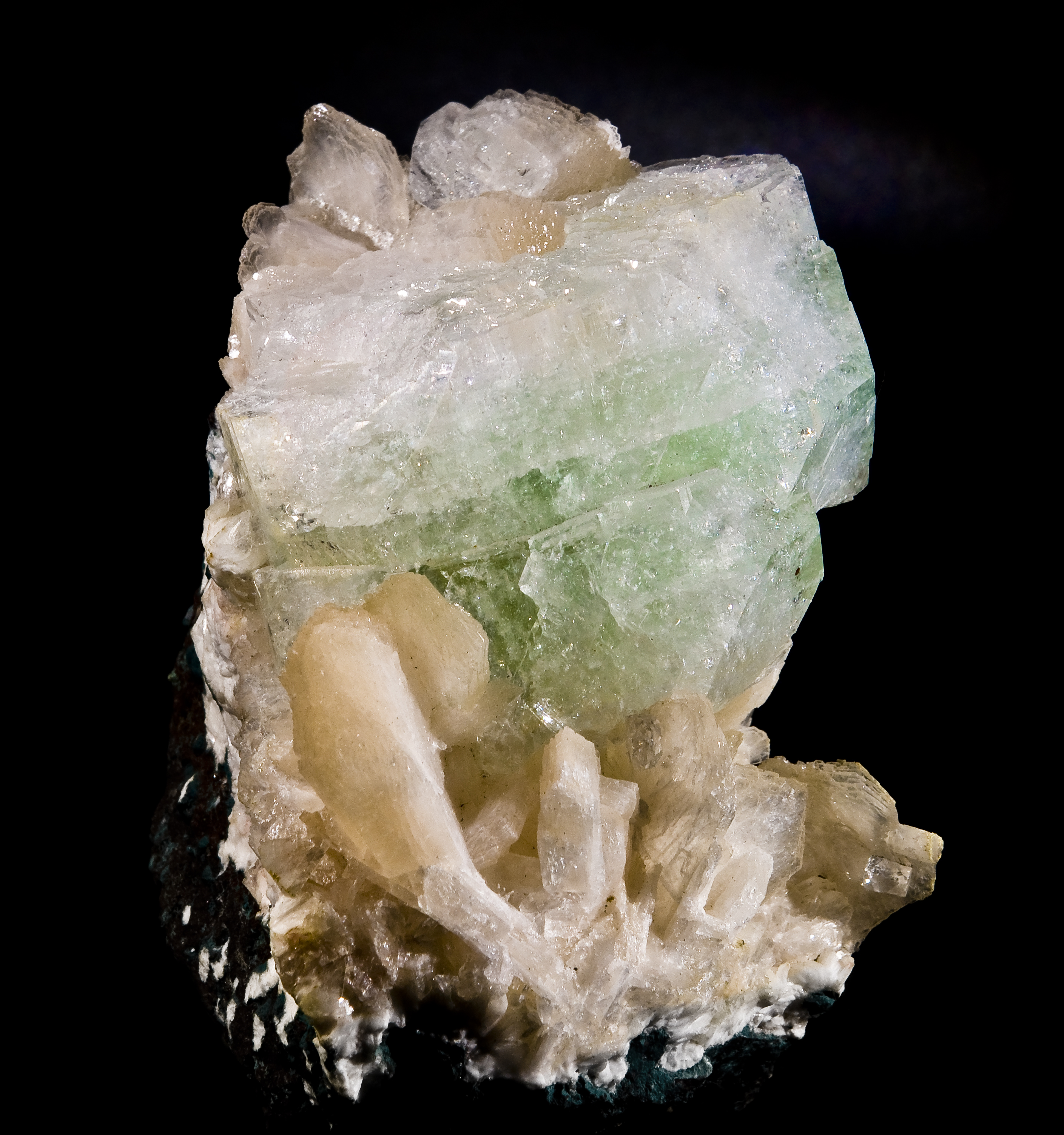
apophyllite-(KF) et stilbite - Carrière de Nasik, Inde - (10,3x7,2cm)
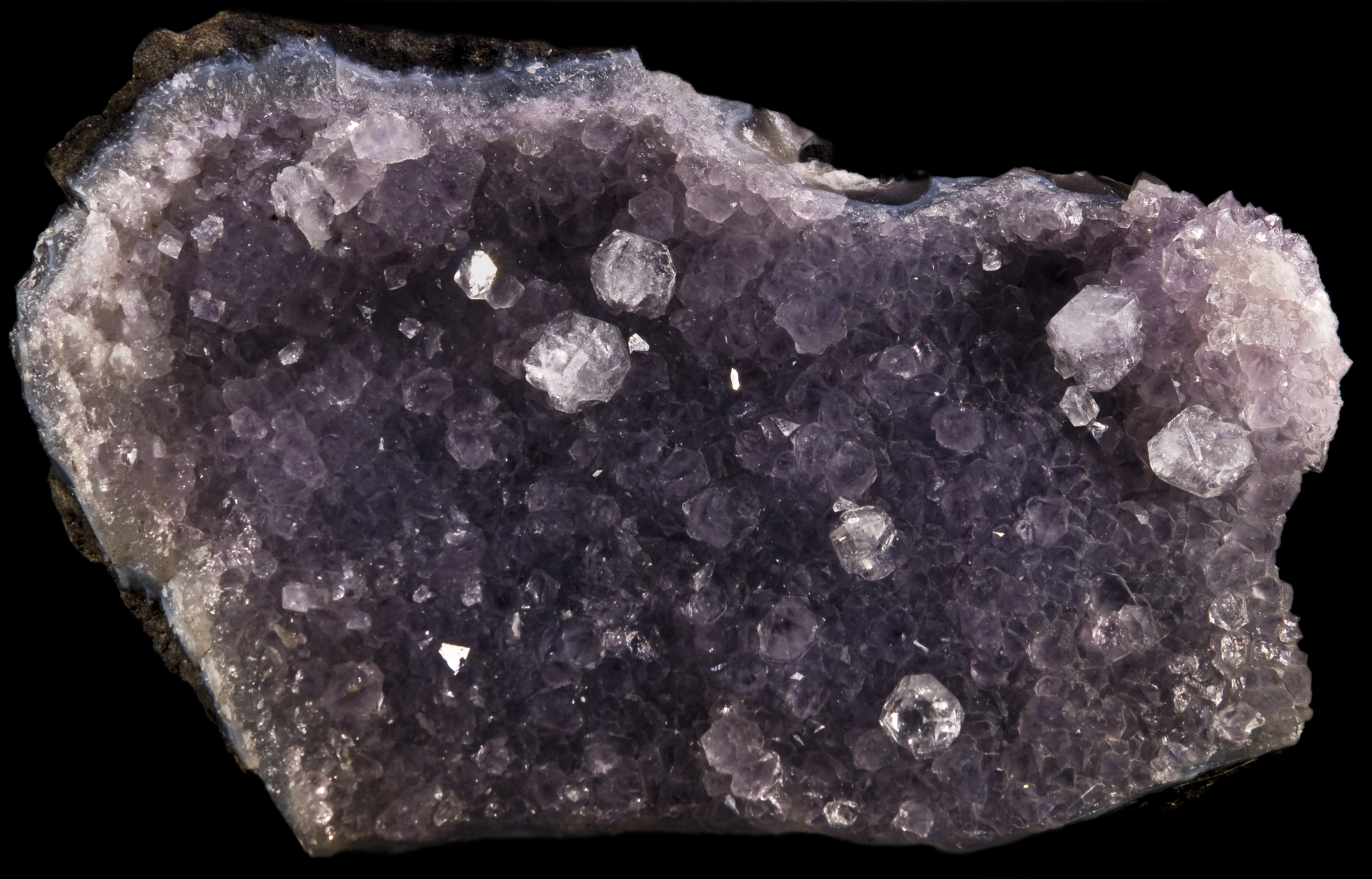
Apophyllite sur améthyste Pandulena Inde (16x10cm)
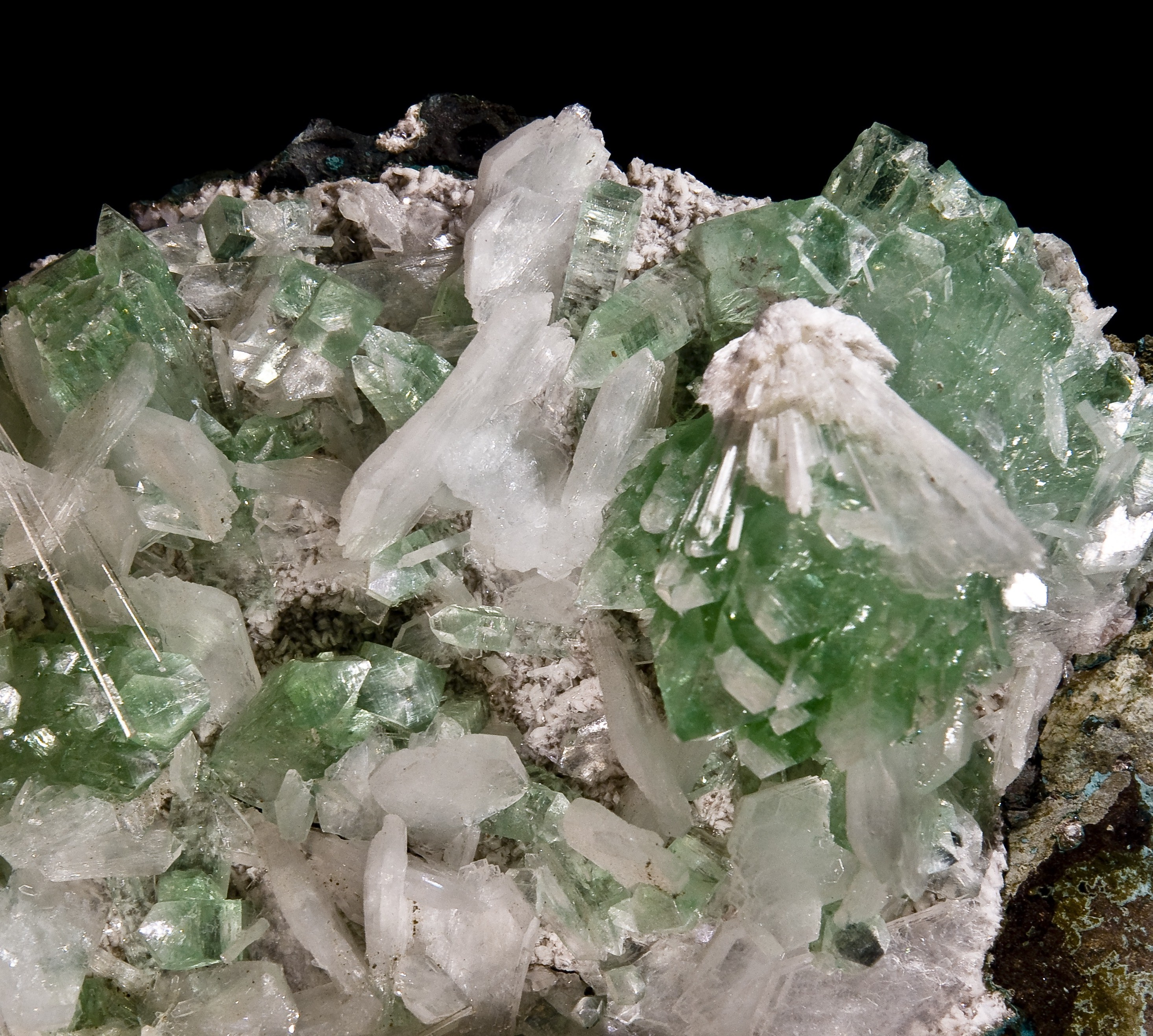
Apophyllite verte avec stilbite et natrolite - Nasik Inde (8x8cm)
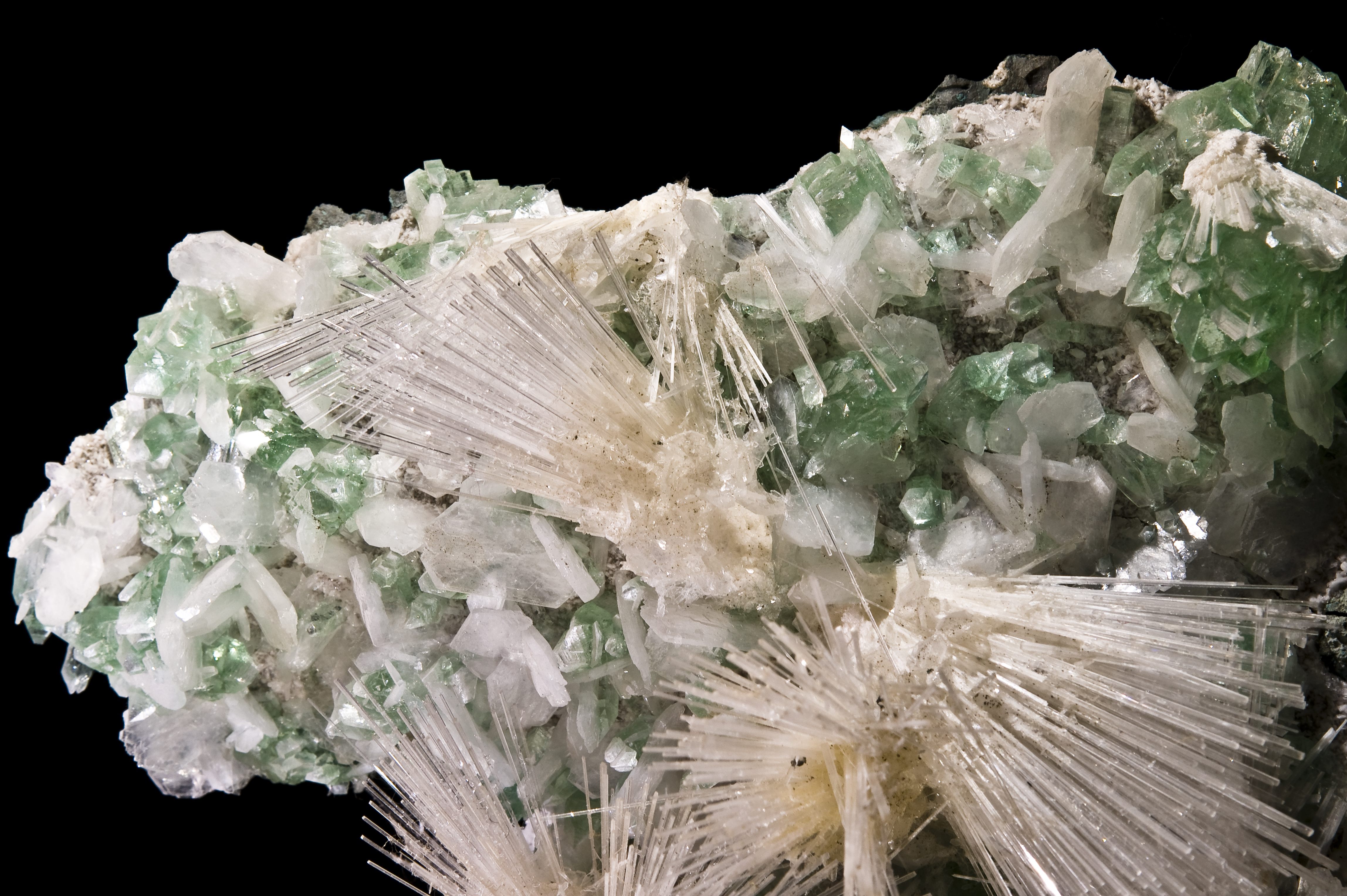
Apophyllite verte avec stilbite et natrolite - Nasik Inde (16x8cm)
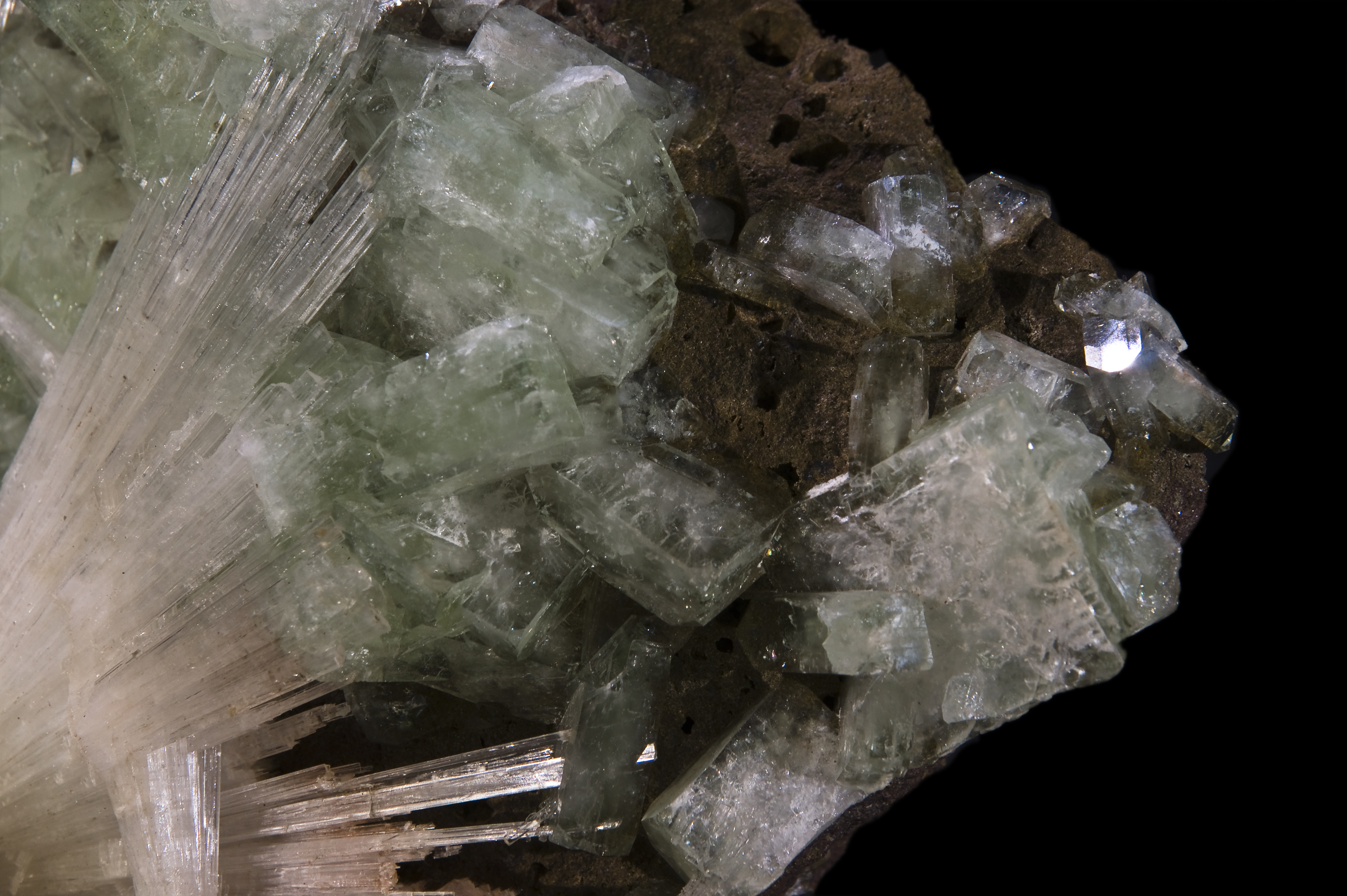
Apophyllite verte tabulaire et scolécite- Nasik Inde (12x8cm)
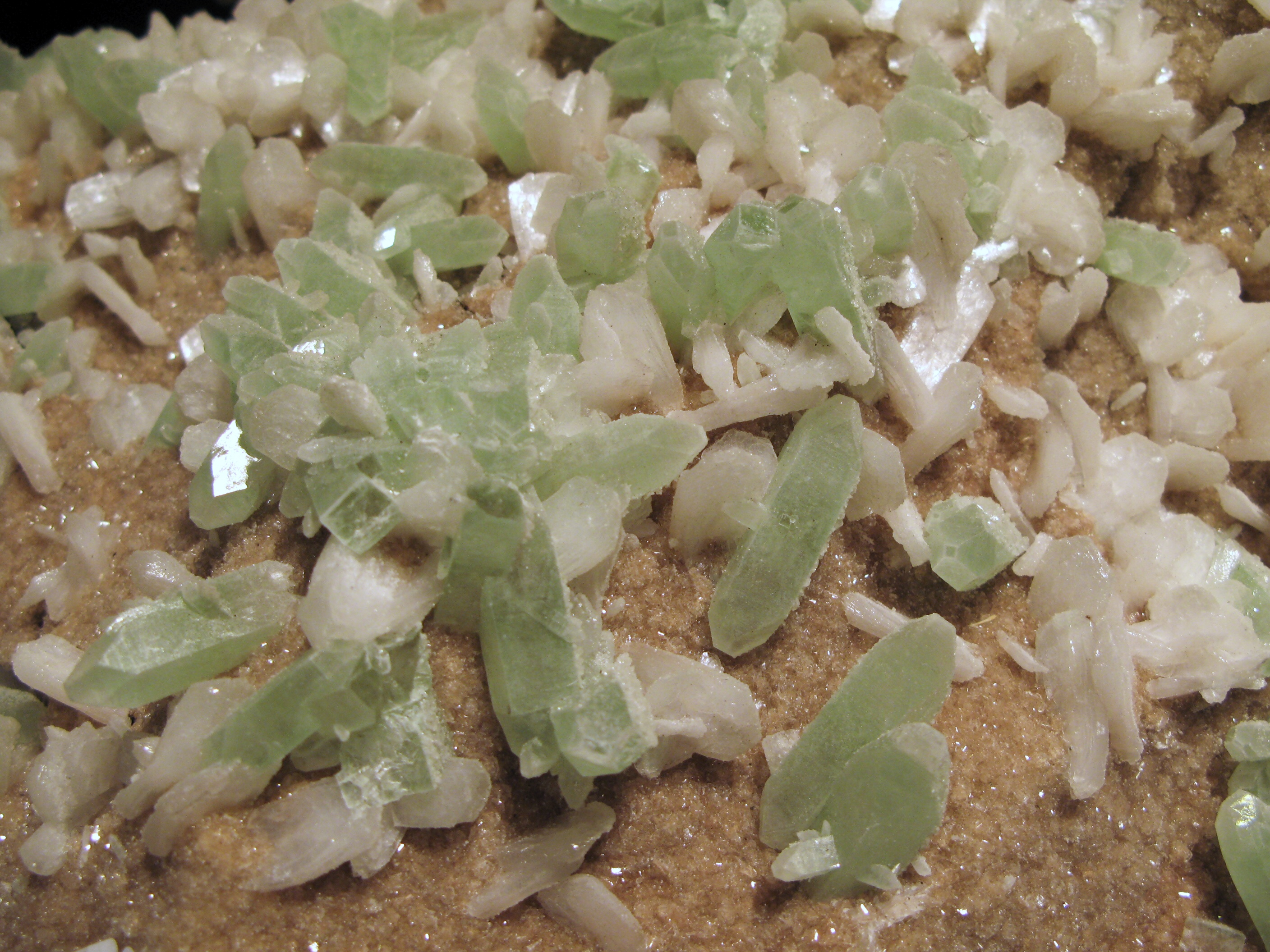
Apophyllite verte et heulandite Inde
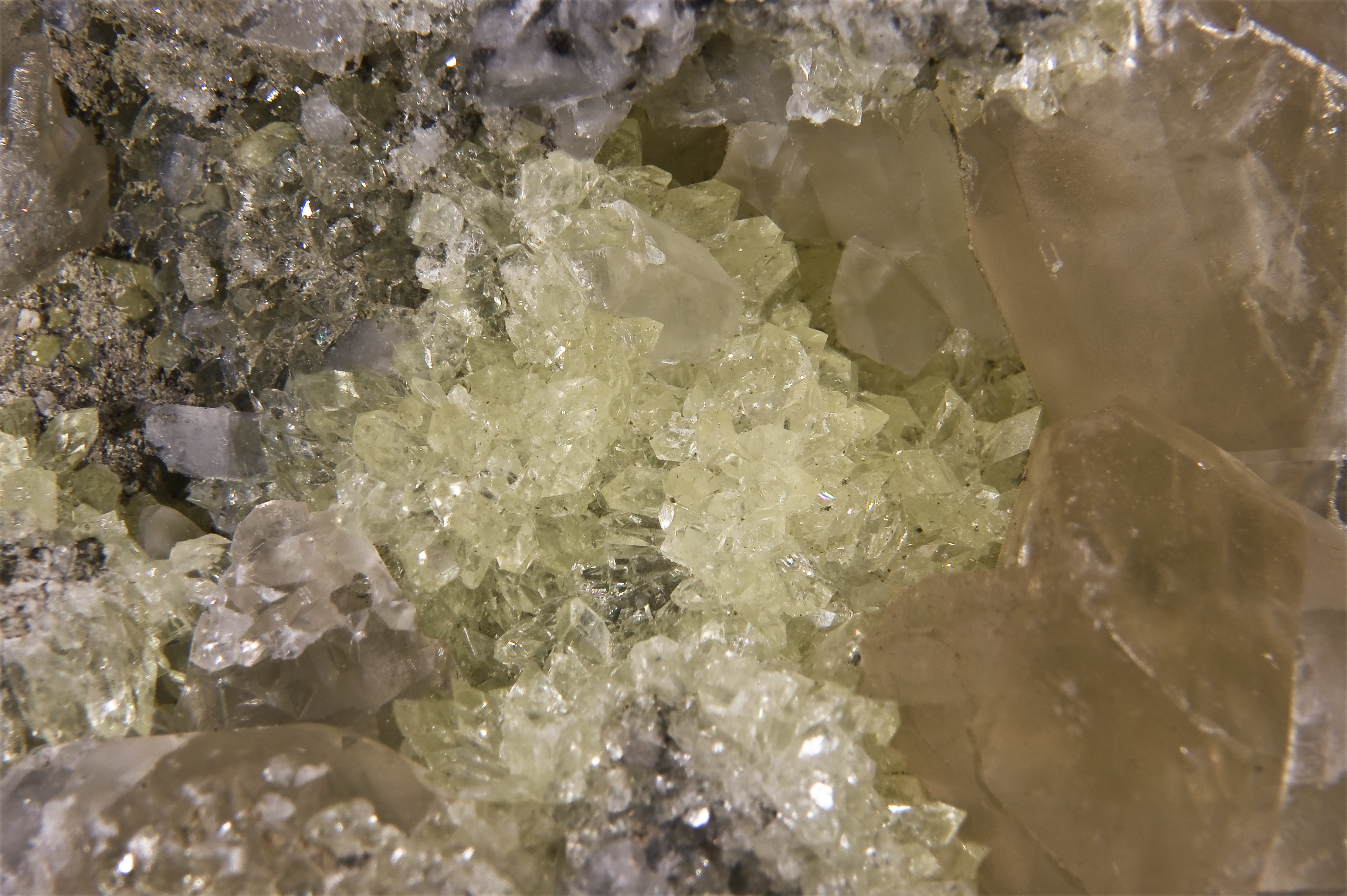
Apophyllite jaune Finlande

## Gisements remarquables
- Allemagne

Saint-Andréasberg, Harz, Basse-Saxe.
- Brésil

Caxias do Sul, Rio Grande do Sul,Région du sud,
- Canada

Mine Jeffrey, Asbestos, région de l'Estrie, Québec 
- France

Puy de la Piquette, Veyre-Monton, Puy-de-Dôme.
Mine Anglade, Salau, Seix, Cauflens, Ariège.
Plombières-les-Bains, Vosges, associée à la plombiérite.
- Finlande

Korsnäs, Vaasa, Länsi-Suomen Lään (Rare couleur jaune pour la fluroapophylite) 
- Inde

Pandulena Hill, District de Nasik, Maharashtra.
Poona, Maharashtra